# RT-PCR

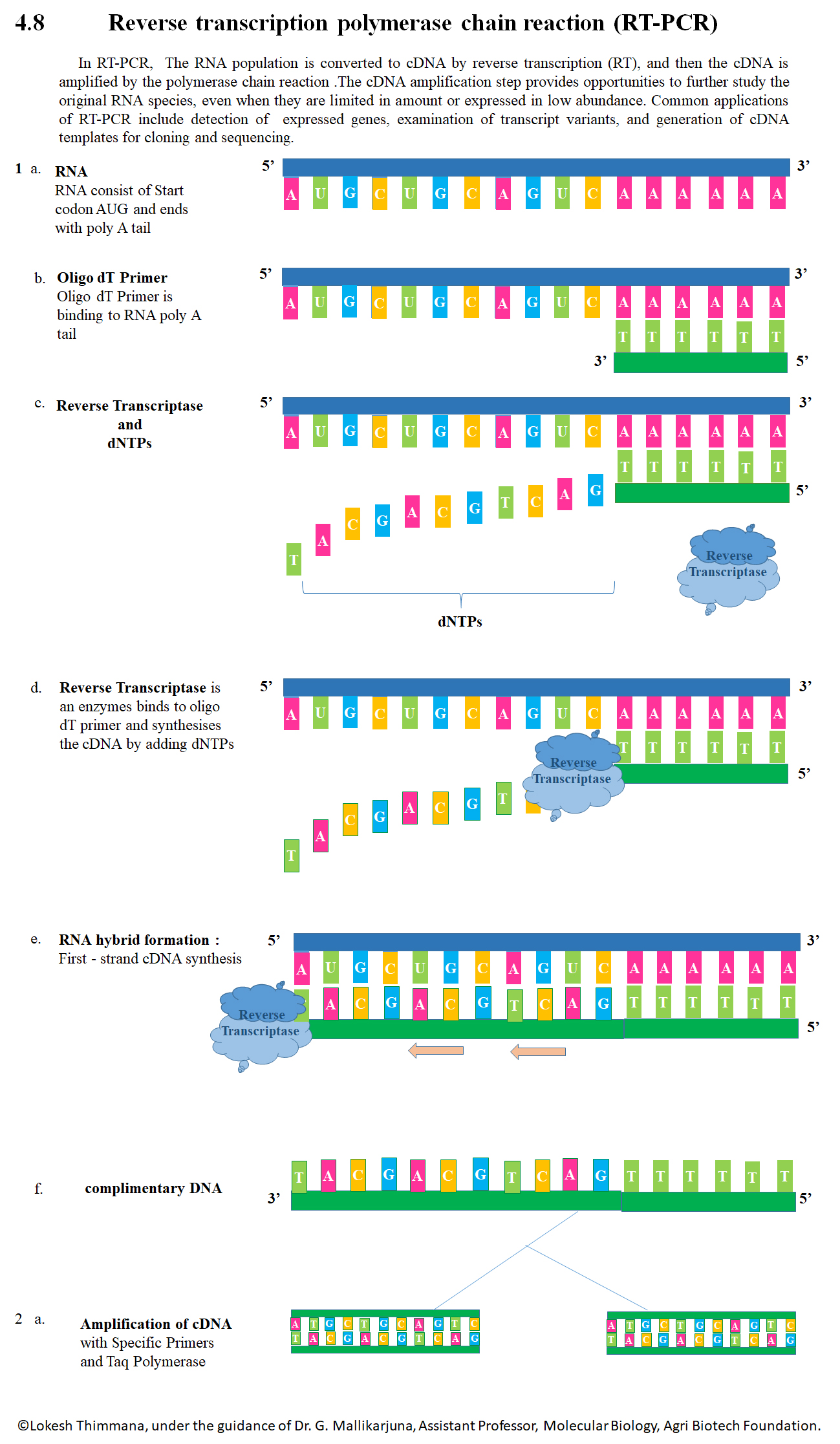
RT-PCR

La reacción en cadena de la polimerasa con transcriptasa inversa (RT-PCR, del inglés Reverse transcription polymerase chain reaction) (también, reacción en cadena de la polimerasa con transcriptasa reversa y reacción en cadena de la polimerasa con transcripción reversa y reacción en cadena de la polimerasa con transcripción inversa) es una variante de la PCR, una técnica de laboratorio comúnmente usada en biología molecular para generar una gran cantidad de copias de ADN, proceso llamado amplificación (reacción en cadena de la polimerasa). En la RT-PCR, se retrotranscribe una hebra o cadena o banda de ARN en ADN complementario (ADNc) usando una enzima llamada transcriptasa inversa o transcriptasa reversa, y el resultado se amplifica mediante una PCR tradicional. El término PCR en transcripción reversa no debe confundirse con la PCR en tiempo real, también denominada PCR cuantitativa (Q-PCR), que en ocasiones, por una mala traducción del inglés, se abrevia de la misma manera (RT-PCR, por Real Time-PCR), en vez de ReTi-PCR. La amplificación exponencial mediante PCR en transcripción reversa supone una técnica altamente sensible, que puede detectar un número de copias de ARN muy bajo.
Esta técnica es muy precisa, ya que se diseñan primers (también llamados cebadores) específicos para amplificar una secuencia determinada. El uso de grandes bancos de datos biotecnológicos como el Centro Nacional para la Información Biotecnológica (NCBI) brinda un exhaustivo ensayo de predicciones para las secuencias franqueantes diseñadas y otras especificaciones que hacen de esta técnica la más utilizada hoy en día para identificar la existencia de la secuencia buscada. 
Los principales usos de la RT-PCR están relacionados con el campo del diagnóstico molecular y con la investigación científica. Puede utilizarse como método de detección molecular de genes, para estudiar el genoma de virus de ARN como los retrovirus (por ejemplo, el VIH), el virus de la gripe (el virus de la influenza, Orthomyxoviridae), o el SARS-CoV-2.
Otro de sus usos se relaciona con la cuantificación de la expresión génica, mediante la combinación de esta técnica con el análisis de Northern blot.
Una de las características más importantes es que en el proceso de RT-PCR, el ADNc generado ya no lleva los intrones que sí tendría el ADN original. De este modo, al expresar el ADNc producto de la RT-PCR, se generará un ARNm formado exclusivamente por exones. Esto ha permitido darle a esta técnica uno de sus usos más importantes: insertar genes eucariota en organismos procariota.[cita requerida]